# Календеровци Горњи
Календеровци Горњи су насељено мјесто у општини Дервента, Република Српска, БиХ. Према попису становништва из 2013. у насељу је живјело 367 становника. У самом насељу се налази и деветоразредна основна школа "Тодор Докић".

## Становништво
Према попису становништва из 1991. године, мјесто је имало 512 становника.
| Демографија | Демографија | Демографија |
| Година      | Становника  | Становника  |
| ----------- | ----------- | ----------- |
| 1961.       | 620         |             |
| 1971.       | 579         |             |
| 1981.       | 544         |             |
| 1991.       | 512         |             |
| 2013.       | 367         |             |